# Giuse Nguyễn Năng
Giuse Nguyễn Năng (sinh ngày 24 tháng 11 năm 1953) là một giám mục Công giáo Rôma người Việt Nam. Ông hiện đảm nhận vai trò Tổng giám mục Tổng giáo phận Sài Gòn, Chủ tịch Hội đồng Giám mục Việt Nam và là Tổng Giám mục Trưởng của Giáo tỉnh Sài Gòn. Ông cũng từng đảm nhận vai trò Giám mục Chính tòa và Giám quản Tông Tòa Giáo phận Phát Diệm, Phó chủ tịch Hội đồng Giám mục hai nhiệm kì (2016–2019; 2019–2022). Khẩu hiệu giám mục của ông là "Hiệp Thông – Phục Vụ".
Giám mục Năng sinh năm 1953 tại Ninh Bình, sau đó năm 1954 di cư cùng gia đình vào Đồng Nai. Sau quá trình tu học dài hạn kéo dài từ năm 1963 đến năm 1978, vì hoàn cảnh thời thế, ông tạm ngừng việc tu học và đến phụ giúp Tu hội Tông Đồ Nhỏ tại Bạch Lâm, Thống Nhất, Đồng Nai và hỗ trợ mục vụ tại xứ Thuận Hòa, Biên Hòa trong vòng một năm trước khi truyền chức linh mục tháng 6 năm 1990.
Giai đoạn đầu đời linh mục, linh mục Nguyễn Năng được bổ nhiệm làm linh mục chính xứ Thuận Hoà, sau đó được cử đi du học Roma năm 1998. Bốn năm du học kết thúc, linh mục Năng trở về với bằng Tiến sĩ Thần học Tín lý. Từ năm 2003, ông đặc trách chủng sinh Giáo phận Xuân Lộc và từ năm 2006 là Giám đốc Đại chủng viện Xuân Lộc.
Cuối tháng 7 năm 2009, Tòa Thánh bổ nhiệm linh mục Giuse Nguyễn Năng làm giám mục chính tòa Giáo phận Phát Diệm. Lễ tấn phong cho tân giám mục cử hành tại Nhà thờ chính tòa Phát Diệm vào ngày 8 tháng 9 năm 2009. Ngày 19 tháng 10 năm 2019, Tòa Thánh công bố thông tin bổ nhiệm Giám mục Năng làm Tổng giám mục Tổng giáo phận Thành phố Hồ Chí Minh. Ông chính thức nhậm chức Tổng giám mục tại Nhà thờ Đức Bà Sài Gòn vào ngày 11 tháng 12.
Trong Đại hội lần thứ 15 của Hội đồng Giám mục Việt Nam diễn ra đầu tháng 10 năm 2022 tại Hà Nội, các Giám mục trong Hội đồng đã bầu chọn Tổng giám mục Nguyễn Năng đảm nhận chức vụ Chủ tịch Hội đồng Giám mục Việt Nam nhiệm kỳ 2022–2025.

## Thân thế và tu tập
Tổng Giám mục Giuse Nguyễn Năng sinh ngày 24 tháng 11 năm 1953 tại giáo xứ Phúc Nhạc, xã Khánh Nhạc, huyện Yên Khánh, tỉnh Ninh Bình, thuộc Giáo phận Phát Diệm. Từ năm 1954 đến năm 1973, gia đình cậu bé Năng định cư tại Giáo xứ Bạch Lâm, thuộc xã Gia Tân, quận Kiệm Tân, tỉnh Long Khánh, nay thuộc xã Gia Tân 2, huyện Thống Nhất, tỉnh Đồng Nai, thuộc Giáo phận Xuân Lộc. Nguyễn Năng là cháu của linh mục Antôn Vũ Sĩ Hoằng (1937–2023; linh mục Hoằng là cậu ruột).
Nguyễn Năng là con trai trưởng của ông Giuse Nguyễn Văn Tài (qua đời năm 1998) làm nghề tài xế và chủ xe và bà Maria Vũ Thị Ngũ (qua đời năm 1985). Hai ông bà thân sinh có 10 người con, trong đó có 5 người con trai và 3 người con gái, 2 người con khác đã mất. Ngoài Nguyễn Năng, út nam trong gia đình cũng đi theo con đường tu trì, là linh mục Phaolô Nguyễn Ngọc Phương.
Thuở thiếu thời, Nguyễn Năng làm giúp lễ tại Nhà thờ Bạch Lâm, hạt Gia Kiệm và có thiên hướng theo con đường tu trì. Gia đình cho cậu gia nhập Tiểu Chủng Viện Sài Gòn, bắt đầu từ năm dự bị 1962 tại Vũng Tàu và các năm sau tại Sài Gòn, học tại Tiểu chủng viện Thánh Giuse Sài Gòn. Nguyễn Năng học tại đây đến năm 1970 thì tốt nghiệp. Linh mục Nicola Vũ Gia Đệ lúc này làm linh mục giáo sư Tiểu chủng viện Sài Gòn nhận Nguyễn Năng làm nghĩa tử và chăm sóc tận tình. Kể từ năm 1965, tân Giáo phận Xuân Lộc được tách ra khỏi Tổng giáo phận Sài Gòn, chủng sinh Năng trở thành chủng sinh của giáo phận mới này. Trong thời gian học tiểu chủng viện, Nguyễn Năng luôn là một chủng sinh xuất sắc, luôn có mặt trong top 5 của lớp.
Sau khi tốt nghiệp Tiểu chủng viện, chủng sinh Nguyễn Năng nhập học tại Giáo hoàng Học viện Thánh Piô X Đà Lạt. Sau một năm dự bị và 4 năm học Triết học, giữa năm 1974, ông đậu cử nhân Triết học. Năm 1974, chủng sinh Năng đến giáo xứ Hà Nội (Hố Nai, Biên Hòa) để hỗ trợ công việc mục vụ (giúp xứ) và kết thúc năm giúp xứ vào mùa hè năm 1975 và về học tại Giáo hoàng Học viện ngày 2 tháng 6 năm 1975, học Thần học cho đến ngày 9 tháng 8 năm 1977 khi Giáo hoàng học viện bị giải thể. Cùng lớp tại Giáo hoàng Học viện với chủng sinh Nguyễn Năng, còn có ba chủng sinh khác sau trở thành giám mục, là Cosma Hoàng Văn Đạt, Giuse Nguyễn Chí Linh, và Mátthêu Nguyễn Văn Khôi. Trên chuyến xe chở chủng sinh Năng từ học viện trở về gia đình vào năm 1978, chủng sinh Nguyễn Năng đã sáng tác bài bài hát " Tình Chúa trung kiên", một bài hát vẫn được cho phổ biến tại nhiều chủng viện [tại Việt Nam].
Sau khi tạm dừng việc tu học vì hoàn cảnh, chủng sinh Nguyễn Năng phụ giúp Tu Hội Tông Đồ Nhỏ ở Giáo xứ Bạch Lâm, Thống Nhất, Đồng Nai cho đến năm 1988. Trong thời gian này, ông cũng lao động hỗ trợ gia đình: trồng rau, nuôi heo, sấy chuối. Sau đó, từ năm 1989 cho đến khi được phong chức linh mục, chủng sinh Năng phụ giúp xứ Thuận Hoà, Biên Hòa.

## Linh mục

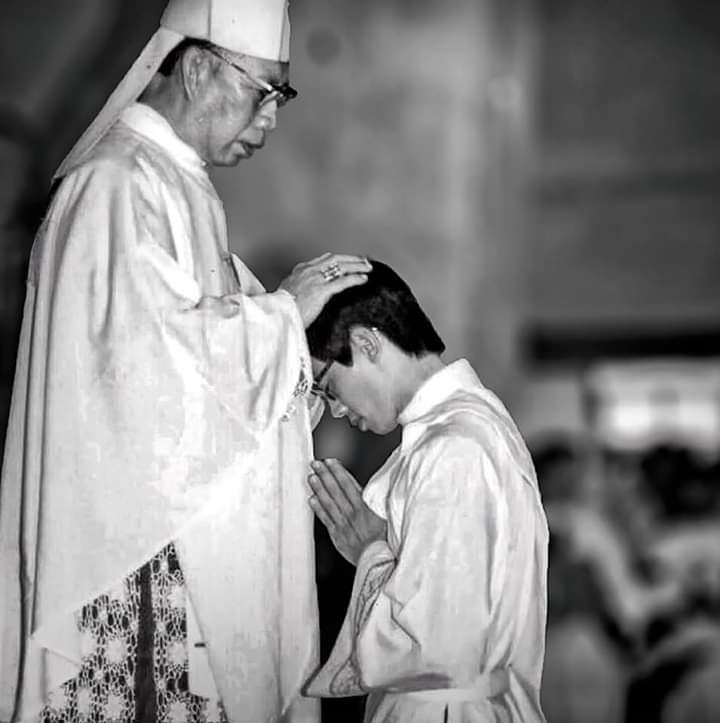
Nghi thức truyền chức linh mục

Ngày 9 tháng 6 năm 1990, Phó tế Giuse Nguyễn Năng  được thụ phong linh mục tại Nhà thờ chính tòa Xuân Lộc. Khẩu hiệu của tân linh mục là: Vì Ngài, con xin thánh hiến chính mình con (Ga 17, 19). Sau khi được thụ phong, tân linh mục Giuse được bổ nhiệm làm linh mục chánh xứ Thuận Hòa, Biên Hòa, và ông giữ chức vụ này đến năm 1998. Năm 1998, Giáo phận Xuân Lộc cử linh mục Giuse Nguyễn Năng đi du học Roma, và ông đã trở về Việt Nam với văn bằng Tiến sĩ Thần học Tín lý năm 2002.
Sau khi về Việt Nam, từ năm 2003 đến năm 2005, linh mục Giuse Năng được chọn làm linh mục đặc trách Chủng sinh Xuân Lộc. Năm 2006, Giám mục Giáo phận Xuân Lộc chọn ông làm Giám đốc Đại chủng viện Thánh Giuse Xuân Lộc.

## Giám mục

### Bổ nhiệm và thăm viếng
Từ ngày 25 tháng 7 năm 2009, Giáo hoàng Biển Đức XVI bổ nhiệm linh mục Giuse Nguyễn Năng, hiện đang là Giám đốc Đại Chủng viện Xuân Lộc, làm Giám mục chính tòa Giáo phận Phát Diệm. Cùng được công bố với tin tức này, liên quan đến Giáo hội Công giáo Việt Nam còn có các tân giám mục quản lý các giáo phận khác như giám mục Giuse Vũ Duy Thống làm giám mục Giáo phận Phan Thiết, giám mục phụ tá Giáo phận Bùi Chu Phêrô Nguyễn Văn Đệ làm giám mục Giáo phận Thái Bình và linh mục Giáo phận Xuân Lộc Tôma Vũ Đình Hiệu làm giám mục phụ tá giáo phận Xuân Lộc. Sau khi tông sắc bổ nhiệm được công bố, tất cả các nhà thờ thuộc Giáo phận Phát Diệm đã kéo chuông loan tin mừng bổ nhiệm tân giám mục vào sáng ngày Chủ nhật 26 tháng 7. Giám mục Nguyễn Năng chọn khẩu hiệu "Hiệp Thông và Phục Vụ". Ông là Giám mục thứ 100 của hàng Giám mục Việt Nam và là Giám mục thứ 13 tốt nghiệp từ Giáo hoàng Học viện Piô X.

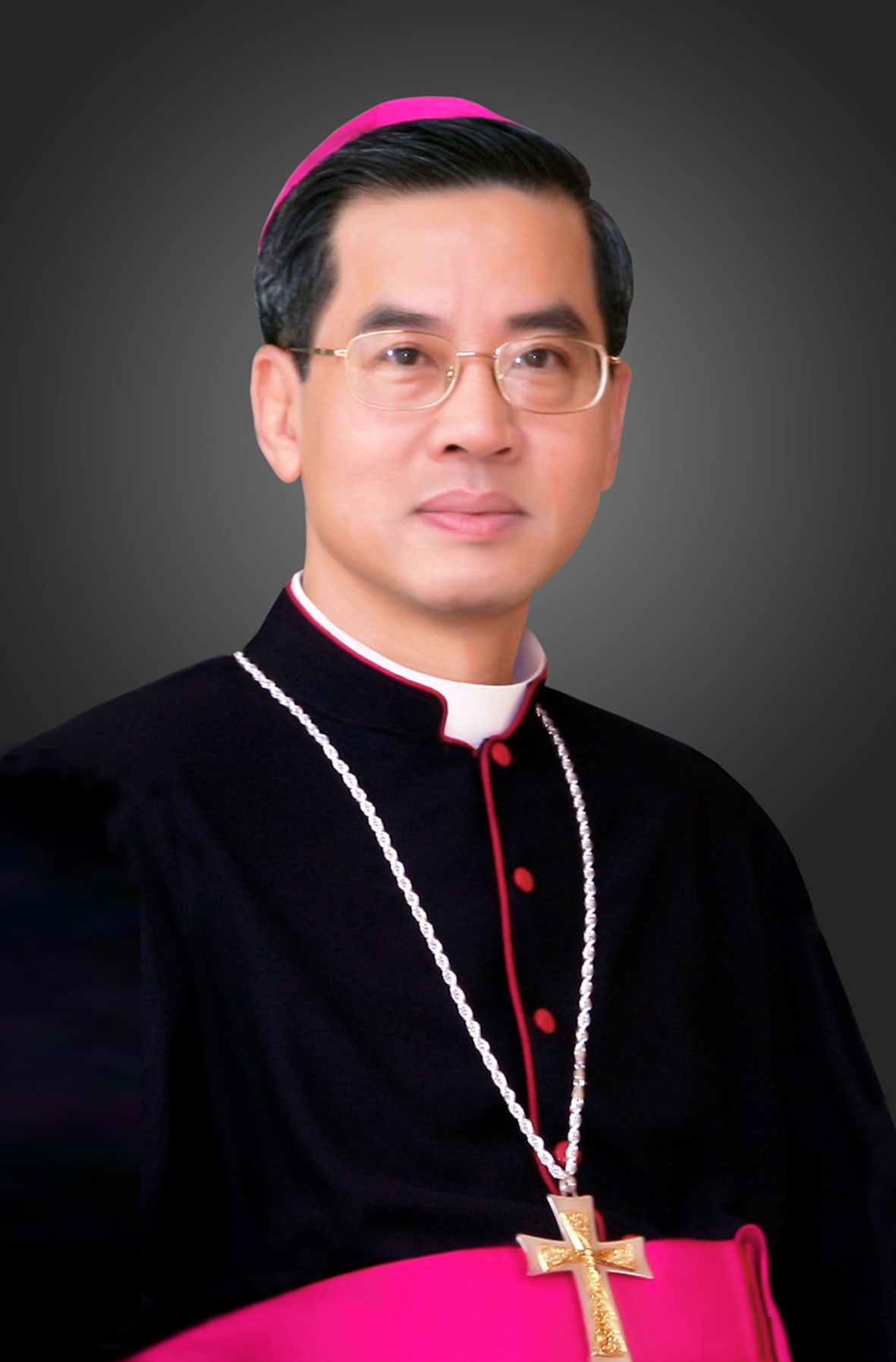
Chân dung Giám mục Nguyễn Năng

Nói về cảm xúc cá nhân sau khi tin tức bổ nhiệm giám mục chính thức được công bố, tân giám mục Nguyễn Năng cho biết ông ngỡ ngàng với trách nhiệm và những khó khăn. Ông cho rằng ông cũng như các linh mục khác chỉ mong ước làm linh mục, không mong đợi làm giám mục và ông chấp nhận lời mời trở thành giám mục vì tinh thần của Giáo hội Công giáo. Giám mục Nguyễn Năng cũng cho rằng tất cả là nhờ ơn từ Thiên Chúa, nhưng có những ơn ông thích và cũng có những ơn ông không thích. Ngoài ra, ông cũng bày tỏ sự lo lắng của mình, ngại ngùng khi phải rời xa giáo phận Xuân Lộc, nơi ông gắn bó hơn 50 năm trong cuộc đời. Nói về Giáo phận Phát Diệm, ông cho biết dù sinh ra tại đây nhưng ông không biết nhiều về quê hương và có kiến thức qua sách vở và những chuyến thăm quê hương với tư cách là khách du lịch. Giám mục Năng cho rằng ông phải học trở thành người Phát Diệm qua các phong tục tập quán, văn hoá,...

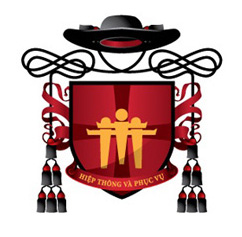
Huy hiệu thời làm Giám mục của Tổng giám mục Nguyễn Năng

Giải thích về khẩu hiệu Giám mục: Hiệp Thông – Phục Vụ, giám mục Nguyễn Năng dẫn giải rằng theo sách công vụ Tông Đồ, Hiệp thông (koinonia) và Phục vụ (diakonia) là hai yếu tố nòng cốt làm thành đời sống của Giáo hội Công giáo với mục đích làm chứng (marturia) cho Sự phục sinh của Giêsu. Ông cho rằng muốn làm chứng cho Thiên Chúa, Giáo hội Công giáo cần phải hiệp thông và phục vụ. Hiệp thông với Thiên Chúa Ba Ngôi, các thành phần giáo dân và những người ngoài tôn giáo. Nói về nửa khẩu hiệu là "Phục vụ", ông cho rằng Giáo hội Công giáo được sai đến để phục vụ con người. Các thành phần trong giáo phận cần dấn thân phát triển môi trường xã hội trong nhiều khía cạnh.Nói về hình ảnh biểu tượng huy hiệu, giám mục Năng trình bày rằng hình ảnh ba người giang tay liên kết với nhau để làm thành chữ H-T tức là Hiệp Thông, đồng thời gợi nhắc Tam quan của Phương đình Nhà thờ Chính toà Phát Diệm. Ông cho rằng hình ảnh biểu tượng này nhằm toát lên sự hiệp thông của giáo hội tại địa phương. Về hình ảnh thánh giá, ông cho biết vị trí nằm giữa huy hiệu tượng trưng cho Thánh giá Đức Kitô nằm ở trung tâm đời sống Giáo hội và bao trùm mọi sinh hoạt của Giáo Hội, kèm màu nền đỏ biểu trưng cho sự sống khởi nguồn từ thánh giá.
Ngay sau khi tin bổ nhiệm chính thức được công bố, Giám mục Giuse Nguyễn Chí Linh, Giám quản Tông Toà Giáo phận Phát Diệm có thư gửi cộng đồng giáo dân Giáo phận Phát Diệm nhằm mục đích tin tức về tân giám mục Nguyễn Năng. Ngay ngày 27 tháng 7, phái đoàn Giáo phận Phát Diệm do giám quản Nguyễn Chí Linh dẫn đầu đã đến chào thăm tân giám mục, đang ở tại Đại chủng viện Thánh Giuse Xuân Lộc. Tại buổi gặp mặt, giám mục Linh đã trao các biểu tượng giáo phận cho vị tân giám mục như: bản đồ giáo phận, con dấu giáo phận, cuốn tự thuật về các Linh mục và các Thầy phó tế. Đồng thời, giám mục Linh cũng trao tặng tân giám mục các phẩm phục chức giám mục: mũ mitra, mũ zucchetto, gậy Mục tử, thánh giá đeo ngực, nhẫn giám mục. Tại buổi gặp này, giám mục Nguyễn Chí Linh cũng bàn giao nhiệm vụ giám mục tại Phát Diệm cho tân giám mục Tân cử. Giám mục Nguyễn Năng kêu gọi mọi người cộng tác với mình để phát triển Giáo phận Phát Diệm về mọi phương diện.
Giám mục Nguyễn Năng thực hiện chuyến viếng thăm Giáo phận Phát Diệm kéo dài từ ngày 10 đến ngày 13 tháng 8 năm 2009. Ông đáp xuống sân bay Nội Bài trưa ngày 10 tháng 8. Sau khi đến Hà Nội, đoàn đến chào thăm Tổng giám mục Giuse Ngô Quang Kiệt và giám mục phụ tá Lôrensô Chu Văn Minh sau đó về Toà giám mục Phát Diệm. Trong những ngày này, giám mục Nguyễn Năng đến thăm các địa điểm quan trọng thuộc giáo phận: giáo xứ Hảo Nho, nơi đầu tiên thừa sai linh mục Alexandre De Rhodes đến địa phận Phát Diệm, dòng Mến Thánh Giá Lưu Phương Phát Diệm, nhà thờ chính tòa Phát Diệm, nhà xứ Phát Diệm, thăm các linh mục hưu dưỡng tại nhà hưu Phát Diệm. Ông cũng có buổi gặp mặt với linh mục đoàn và nghi thức bàn giao từ giám mục Nguyễn Chí Linh. Ngày 12 tháng 8 năm 2009, phái đoàn giáo phận do hai giám mục đến chào thăm và cảm ơn các cấp chính quyền tỉnh Ninh Bình, huyện Kim Sơn và thị trấn Phát Diệm.

### Nhậm chức và quản lý

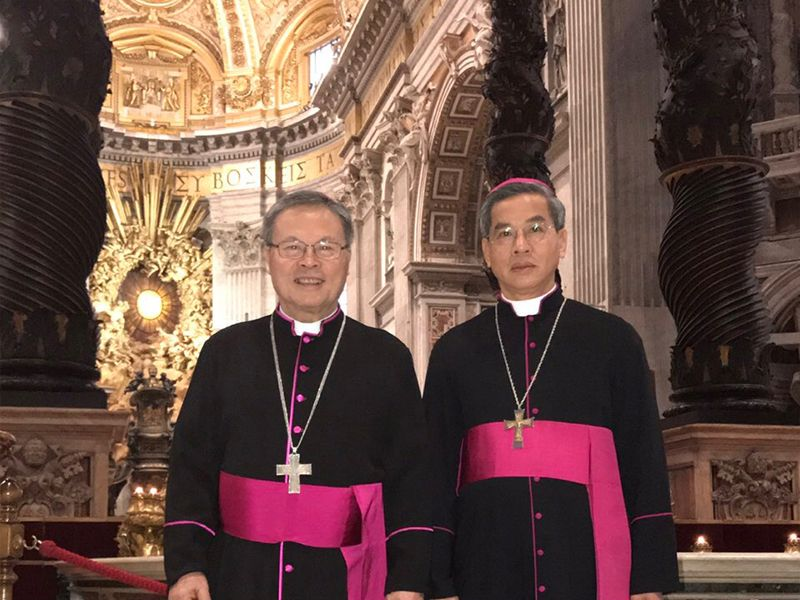
Tổng giám mục Nguyễn Chí Linh (trái) và giám mục Giuse Nguyễn Năng trong chuyến hành hương Ad Limina 2018

Giám mục Nguyễn Năng chính thức về Giáo phận Phát Diệm vào ngày 24 tháng 8 năm 2009. Trên đường về Toà giám mục Phát Diệm, ông có đến thăm một số giáo xứ như giáo xứ Ninh Bình, Phúc Nhạc.
Lễ tấn phong Giám mục cho tân giám mục Nguyễn Năng được tổ chức vào lúc 8 giờ 30 phút ngày thứ ba ngày 8 tháng 9 năm 2009 tại Nhà thờ chính tòa Phát Diệm. Trong nghi thức truyền chức của giám mục Năng, vị chủ phong là giám mục Đa Minh Nguyễn Chu Trinh, giám mục chính tòa Giáo phận Xuân Lộc. Hai giám mục phụ phong là Giuse Nguyễn Chí Linh, giám mục chính tòa Giáo phận Thanh Hóa, nguyên giám quản Giáo phận Phát Diệm và nguyên Giám mục Giáo phận Phát Diệm là Giám mục Giuse Nguyễn Văn Yến. Khoảng 20.000 giáo dân đã tham gia lễ tấn phong.
Sau lễ tấn phong hai ngày, giám mục Nguyễn Năng dẫn đoàn linh mục Giáo phận Phát Diệm đến thăm Giáo phận Thanh Hoá nhằm gửi lời cảm ơn giám mục giáo phận này là Nguyễn Chí Linh đã chăm sóc mục vụ cho Giáo phận Phát Diệm trong tư cách Giám quản Tông Toà trong suốt hai năm.
Trong vụ việc mâu thuẫn giữa chính quyền Việt Nam và các giáo dân tại giáo xứ Đồng Chiêm, các giám mục giáo tỉnh Hà Nội, trong đó có giám mục Giuse Nguyễn Năng đồng ký tên bày tỏ tình liên đới với các giáo dân trong vụ việc này. Bức thư được ký ngày 8 tháng 1 năm 2010.
Giám mục Nguyễn Năng có chuyến đi Hoa Kỳ kéo dài hơn một tháng từ ngày 3 tháng 5 đến ngày 15 tháng 6 năm 2012 với mục đích thăm và sinh hoạt mục vụ các linh mục và tu sĩ nam nữ cũng như giáo dân gốc Giáo phận Phát Diệm sinh sống tại đây. Tháng 10 năm 2012, giám mục Nguyễn Năng tham gia Thượng Hội đồng Giám mục về Tân Phúc Âm Hóa tổ chức tại Roma. Ông sau đó có tên trong danh sách các nghị phụ sang thăm Syria để chứng kiến tận mắt tình hình chiến tranh tại quốc gia này.
Năm 2013, giám mục Nguyễn Năng được Hội đồng giám mục chọn làm Chủ tịch Ủy ban Giáo lý Đức Tin thuộc Hội đồng Giám mục Việt Nam nhiệm kì 2013 – 2016.
Trước hiện tượng gọi là Sứ Điệp Từ Trời len lỏi vào các nhóm cầu nguyện, nhiều người lan truyền và xuất hiện cả trong bài giảng thánh lễ Công giáo, Giám mục Nguyễn Năng trên cương vị Chủ tịch Uỷ ban Giáo lý Đức Tin trực thuộc Hội đồng Giám mục Việt Nam đã ấn ký thông báo đề ngày 14 tháng 4 năm 2015. Nội dung thông cáo nhận định nội dung các sứ điệp trên có các tác giả ẩn danh, gieo rắc hoang mang, có nhiều điều không phù hợp với đức tin Công giáo: tin vào học thuyết ngàn năm đã bị bác bỏ; ủng hộ Giáo hoàng Biển Đức XVI, xúc phạm giáo hoàng Phanxicô; lẫn lộn giữa sự thật và sai lầm trong các vấn đề mầu nhiệm Đức Kitô, Huấn quyền, bí tích, luân lý. Từ đó, Giám mục Năng nhắc nhở các giáo hữu không đọc, không phổ biến và không rao giảng về các sứ điệp trên. Tháng 5 năm 2016, trong chuyến thăm mục vụ tại miền nam bang California, Hoa Kỳ, giám mục Nguyễn Năng đã đến thăm trụ sở toà báo Công giáo Hải ngoại VietCatholic và gặp linh mục Gioan Trần Công Nghị, giám đốc VietCatholic.
Ngày 5 tháng 10 năm 2016, Đại hội lần thứ XIII của Hội đồng Giám mục Việt Nam bầu chọn giám mục Nguyễn Năng giữ chức vụ Phó Chủ tịch Hội đồng Giám mục Việt Nam nhiệm kì 2016 – 2019.
Giữa tháng 1 năm 2018, giám mục Nguyễn Năng và các linh mục giáo phận đón tiếp phái đoàn ngoại giao Tòa Thánh viếng thăm Giáo phận Phát Diệm. Đoàn ngoại giao do Thứ trưởng Ngoại giao Tòa Thánh, Đức ông Antoine Camilleri dẫn đầu. Trong kỳ Hội nghị thường niên lần II của Hội đồng Giám mục Việt Nam được tổ chức tại Giáo phận Mỹ Tho, ngày 27 tháng 9 năm 2018, ông và Hồng y Tổng giám mục Hà Nội Phêrô Nguyễn Văn Nhơn cùng Tổng giám mục Đại diện Tòa Thánh không thường trú tại Việt Nam Marek Zalewski đến viếng cố Chủ tịch nước Cộng hòa Xã hội Chủ nghĩa Việt Nam Trần Đại Quang tại Nhà tang lễ Quốc gia ở Hà Nội.
Nêu lên quan điểm trên trang tin Thánh bộ Gia đình và Sự sống, Giám mục Nguyễn Năng đánh giá tình hình tại Việt Nam là gia tăng tình trạng ly thân và ly dị, chủ nghĩa duy vật ảnh hưởng tiêu cực đến đời sống các gia đình.
Năm 2018, có nhiều tin đồn cho rằng giám mục Nguyễn Năng sẽ về Tổng giáo phận Hà Nội làm Tổng giám mục, tin này sau đó không diễn ra như đồn đoán. Cuối tháng 8 năm 2019, lại rộ lên tin đồn giám mục Nguyễn Năng về Tổng giáo phận Thành phố Hồ Chí Minh làm Tổng giám mục. Linh mục Gioan Trần Công Nghị cho rằng các tin đồn bổ nhiệm giám mục tung ra sau các cuộc gặp gỡ Nhóm làm việc chung Việt Nam – Toà Thánh thường không chính xác. Linh mục Nghị khuyến khích giáo dân cầu nguyện và chờ tin bổ nhiệm từ Toà Thánh, tránh rao tin đồn có thể ảnh hưởng đến các giám mục được thuyên chuyển.
Các giám mục Việt Nam từ 27 giáo phận họp Đại hội XIV Hội đồng Giám mục Việt Nam tại Trung tâm Mục vụ Giáo phận Hải Phòng vào cuối tháng 9 và đầu tháng 10 năm 2019. Trong khuôn khổ đại hội, các giám mục đã sắp xếp và bầu chọn nhân sự trong hội đồng. Kết quả, các giám mục tiếp tục chọn Giám mục Nguyễn Năng đảm trách vai trò Phó Chủ tịch Hội đồng Giám mục trong nhiệm kỳ 2019 - 2022.
Trong thời kỳ giám mục, ông cũng viết lời cho bài hát "Loan báo Tin Mừng", cộng tác với phần nhạc do Thế Thông biên soạn.

## Tổng giám mục

### Tin bổ nhiệm và những công việc đầu tiên

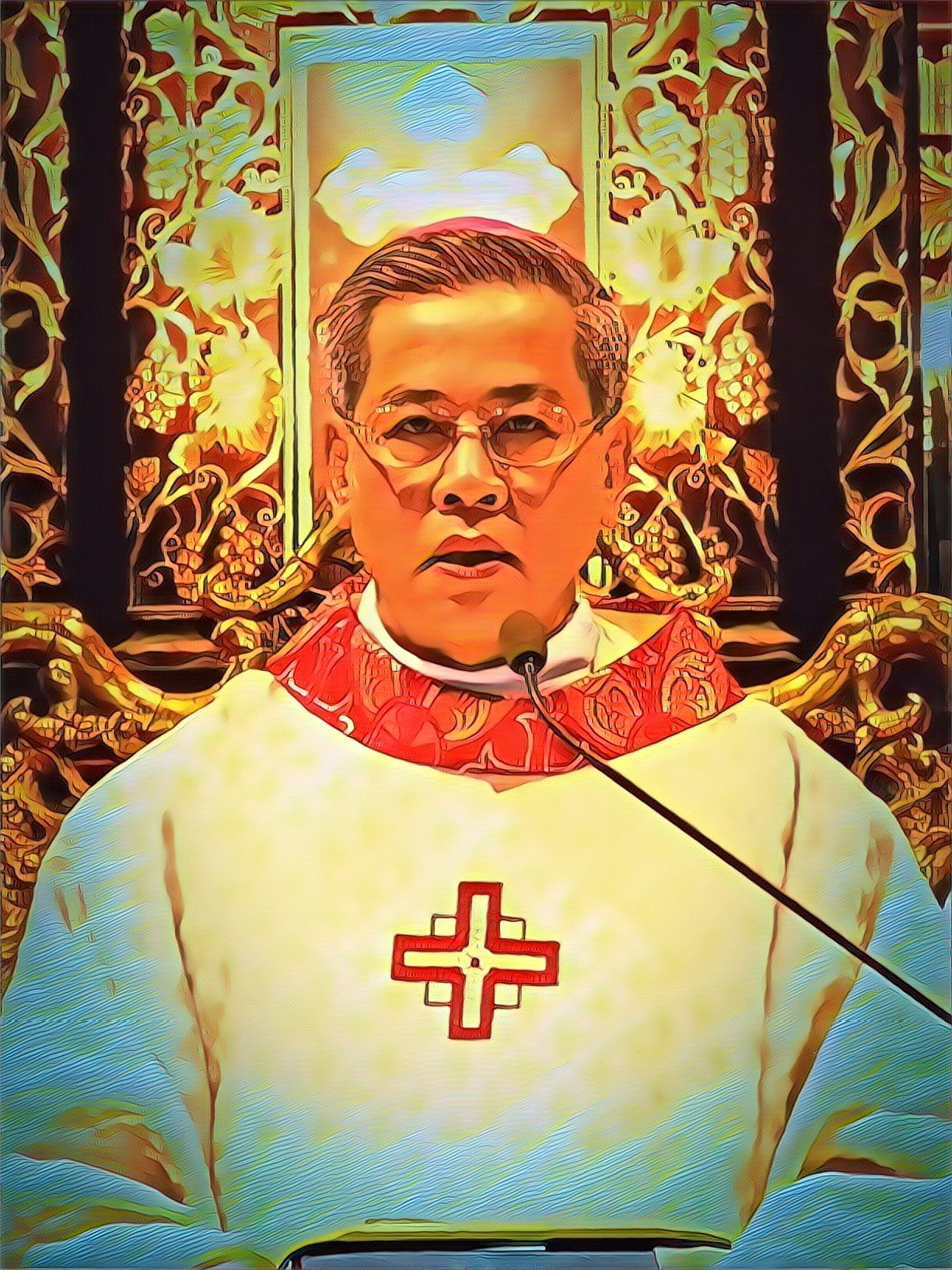
TGM Giuse Nguyễn Năng tại Giáo phận Phát Diệm năm 2019

Ngày 19 tháng 10 năm 2019, Tòa Thánh chọn Giám mục Năng làm Tổng giám mục Tổng giáo phận Thành phố Hồ Chí Minh. Ông cũng kiêm nhiệm vai trò Giám quản Tông Tòa Giáo phận Phát Diệm.
 Trong văn thư gửi đến cộng đồng giáo dân Tổng giáo phận, Giám quản Tông Tòa Giuse Đỗ Mạnh Hùng đã loan tin về việc bổ nhiệm vị Tổng giám mục thứ tư của Tổng giáo phận. Giám mục Hùng kêu gọi giáo dân cảm tạ Thiên Chúa và Giáo hoàng Phanxicô đã sớm bổ nhiệm giám mục cho giáo phận. Dù là người gốc giáo phận Phát Diệm, nhưng với việc đi theo con đường tu trì từ thuở thiếu thời tại Sài Gòn, việc bổ nhiệm quản lý Tổng giáo phận Thành phố Hồ Chí Minh thực tế chỉ là một sự "trở về" đối với tân tổng giám mục.
Chức vụ Giám quản Tông Tòa của giám mục Đỗ Mạnh Hùng, theo giáo luật Công giáo duy trì đến khi Tân Tổng giám mục Giuse Nguyễn Năng nhậm chức. Thời gian tổ chức lễ nhậm chức sẽ được công bố sau. Thông báo từ Tòa Tổng giám mục Thành phố Hồ Chí Minh hướng dẫn cách thức đọc Kinh nguyện Thánh Thể áp dụng trong Tổng giáo phận này không đọc tên Tân Tổng giám mục và chỉ đọc khi vị này nhậm chức. Tòa giám mục Phát Diệm cũng ra thông cáo, trong đó hướng dẫn sửa đổi cách đọc kinh nguyện trên, xướng danh giám mục Nguyễn Năng với hàm Tổng giám mục, chức vị Giám quản Tông Tòa.
Ngày 21 tháng 10 năm 2019, phái đoàn Tổng giáo phận Thành phố Hồ Chí Minh đến Giáo phận Phát Diệm nhằm chào mừng Tân Tổng giám mục. Phái đoàn dẫn đầu bởi Giám quản Tông Tòa Đỗ Mạnh Hùng, giám mục phụ tá Louis Nguyễn Anh Tuấn. Tham dự đoàn có các linh mục gồm linh mục Tổng Đại diện Inhaxiô Hồ Văn Xuân, linh mục Chưởng ấn, Chánh Văn phòng Phêrô Kiều Công Tùng và Ban truyền thông Tổng giáo phận. Đi cùng đoàn còn có Chánh văn phòng Hội đồng Giám mục Việt Nam Giuse Đào Nguyên Vũ và linh mục Giuse Phạm Bá Lãm đại diện linh mục gốc Phát Diệm tại miền Nam. Sau khi nhận được lời chúc mừng, Tổng giám mục Nguyễn Năng kêu gọi mọi người cầu nguyện cho ông trong sứ vụ mới. Chia sẻ với phái đoàn Tổng giáo phận trong chuyến thăm, Tổng giám mục Nguyễn Năng cho biết dù đã đón nhiều lượt khách, ông cảm thấy cảm giác hôm nay rất hồi hộp và chưa có tiền lệ. Nói về việc bổ nhiệm về Tổng giáo phận, Tổng giám mục Nguyễn Năng cho rằng đây là một sự bất ngờ nhưng phải đón nhận với sự vâng phục của một tín hữu Công giáo với Giáo hoàng.
Tổng giám mục Giuse Nguyễn Năng trả lời phỏng vấn Ban truyền thông Tổng giáo phận Sài Gòn tại phòng khách Giáo phận Phát Diệm vào ngày 21 tháng 10 năm 2019. Video phỏng vấn được công bố trên trang YouTube Tổng giáo phận Sài Gòn ngày 23 tháng 10. Khi được hỏi về cảm nhận khi đón nhận tin tức công bố bổ nhiệm về làm Tổng giám mục Tổng giáo phận Thành phố Hồ Chí Minh, Tổng giám mục Năng trả lời ông cho rằng việc sẵn sàng đón nhận sự bổ nhiệm của các vị bề trên. Ông cho biết tại Giáo phận Phát Diệm đang có chương trình mục vụ dự định sẽ tốn nhiều thời gian. Ông cho rằng mình cũng có nhiều ưu tư nhưng tin vào Chúa Thánh Thần để đón nhận nhiệm vụ mới. Khi được hỏi về chặng đường sắp đến trong việc kiêm nhiệm hai giáo phận xa cách hơn 1.500 km, Tổng giám mục Nguyễn Năng cho rằng đây cũng là một trở ngại vì sức con người luôn giới hạn. Ông cho rằng việc kiêm nhiệm này rất khó vì ông phải dành thời gian làm quen và tìm hiểu Tổng giáo phận Thành phố và công việc chính cũng tại Tổng giáo phận. Tổng giám mục Năng cho rằng ông sẽ sắp xếp đến Giáo phận Phát Diệm khi có thể để các hoạt động mục vụ không đình trệ trong thời gian chờ Tòa thánh bổ nhiệm tân giám mục Phát Diệm. Tổng giám mục Nguyễn Năng cho rằng tin bổ nhiệm đột ngột và còn chương trình mục vụ quan trọng cần hoàn tất tại Giáo phận Phát Diệm nên ông dự định ngày 11 tháng 12 sẽ nhận sứ vụ tại Tổng giáo phận.

Ngày 26 tháng 10 năm 2019, Tổng giám mục Nguyễn Năng dùng quyền Giám quản Tông Tòa Phát Diệm ký văn thư bổ nhiệm linh mục Đại diện Giám quản và Phó Đại diện Giám quản. Hai chức vụ này lần lượt trao cho các linh mục Antôn Phan Văn Tự và Phêrô Nguyễn Văn Hiện. Trong văn thư nêu rõ vai trò của hai linh mục này: linh mục Tự đóng vai trò như một linh mục Tổng đại diện có quyền hành pháp còn linh mục Hiện được thừa ủy quyền đặc trách vấn đề ngoại vụ. Hai ngày sau đó, chiều ngày 28 tháng 10, ông lên đường thăm Trụ sở Giáo phận Phát Diệm tại Tổng giáo phận Thành phố Hồ Chí Minh. Sáng ngày 29, Tân Tổng giám mục Nguyễn Năng đến thăm Trung tâm Mục vụ Tổng giáo phận Sài Gòn và gặp gỡ Hồng y Gioan Baotixita Phạm Minh Mẫn, tiếp đó ông đến thăm Tòa Tổng giám mục Tổng giáo phận Thành phố Hồ Chí Minh và trao đổi về lịch trình những ngày sắp đến (lễ nhậm chức) và dùng bữa trưa tại đây.

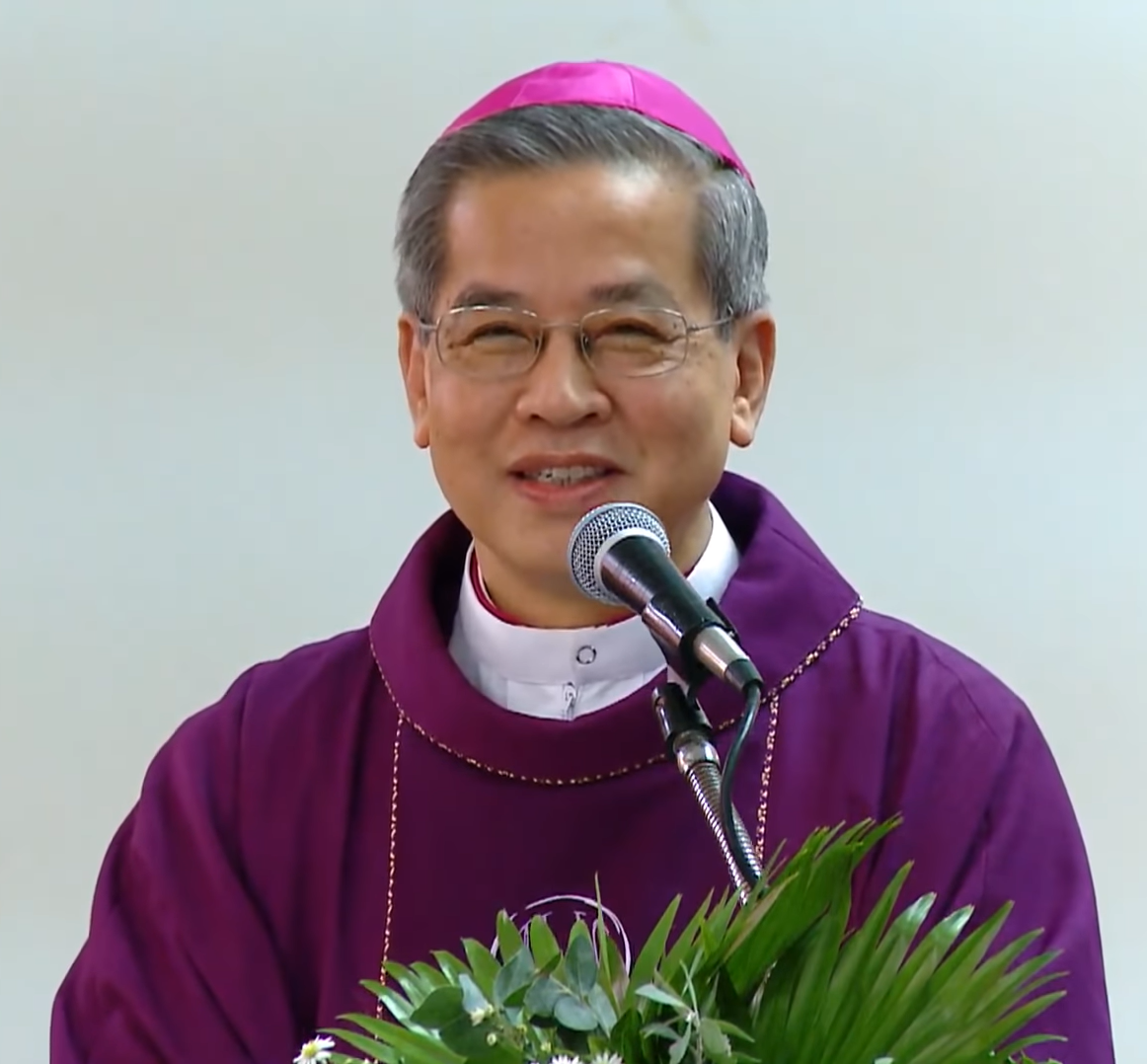
Tổng giám mục Nguyễn Năng trong lễ giỗ cố Tổng giám mục Nguyễn Văn Bình

Tổng giám mục Tân cử Nguyễn Năng có bài phỏng vấn với kênh truyền thông Công giáo VietCatholic, và bài phỏng vấn này đã được đăng tải vào ngày 15 tháng 11 năm 2019. Nói về vấn đề cảm xúc khi đón nhận tin bổ nhiệm, Nguyễn Năng cho biết khi được Tòa Thánh tham vấn ý kiến, ông trả lời rằng với vai trò là một giám mục, ông cần phải tuân lời Giáo hoàng. Nhắc đến khẩu hiệu "Hiệp thông và Phục vụ" và đường hướng mục vụ trong vai trò mới, Tổng giám mục Năng bày tỏ mong muốn giáo dân Tổng giáo phận sống hiệp thông với nhau và phục vụ con người và xã hội. Khi được hỏi về những trăn trở trong việc mục vụ đối với Tổng giáo phận lớn, Nguyễn Năng cho rằng ông có kinh nghiệm 10 năm làm giám mục, nhưng môi trường và đời sống tôn giáo của Phát Diệm khác với Thành phố Hồ Chí Minh. Ông lo lắng việc làm cách nào để phát huy hết tiềm năng của họ. Ngoài ra, những vấn đề về đời sống hưởng thụ vật chất, coi nhẹ đời sống tinh thần, vấn đề di dân cũng là mối bận tâm của Tổng giám mục Năng. Được phỏng vấn với câu hỏi đặt ra là người đời thường nói Càng cao danh vọng càng đầy gian nan, Nguyễn Năng cho biết đối với đời sống môn đệ Đức Kitô, nhận lãnh trách nhiệm quan trọng đồng nghĩa với việc đi xuống làm người phục vụ. Nhắn nhủ đến giáo dân và VietCatholic, Tổng giám mục Nguyễn Năng cho biết trong sự phát triển của thời đại thông tin, giáo dân cần nhận định sáng suốt, đừng để các tin giả chi phối bản thân.

### Nghi thức nhậm chức
Trong thông cáo đề ngày 21 tháng 11 của Tòa Tổng giám mục, Linh mục trưởng Ban Tổ chức Inhaxiô Hồ Văn Xuân mời gọi các linh mục thuộc Tổng giáo phận tham gia đồng tế trong lễ nhậm chức của Tân Tổng giám mục, loan báo về việc chỉ mời các đại diện tu sĩ và giáo dân do chỗ trong nhà thờ có giới hạn và đề nghị các linh mục báo tin về việc giới hạn chỗ ngồi cho giáo dân biết để họ thông cảm. Linh mục Xuân cũng cho biết, lễ nhận tòa sẽ được Ban Truyền Thông truyền hình trực tiếp. Về bữa ăn sau lễ nhậm chức, linh mục Xuân cho biết là linh mục Tổng giáo phận sẽ ăn cùng Tân Tổng giám mục sau vào dịp Tất niên. Trong bữa tiệc ngay sau khi kết thúc lễ nhậm chức chỉ mời một số linh mục trong Ban Tư vấn, linh mục hạt trưởng, một số tu sĩ và giáo dân đại diện của Tổng giáo phận, lý do của việc này là nhường lại cho các khách từ Giáo phận Xuân Lộc và Giáo phận Phát Diệm.
Nhằm chuẩn bị cho chuyến đi đến Tổng giáo phận Sài Gòn – Thành phố Hồ Chí Minh, rạng sáng ngày 30 tháng 11, Giám mục Nguyễn Năng dâng lễ kính thánh Công giáo Anrê Tông đồ tại nhà nguyện Tòa Giám mục Phát Diệm. Sau thánh lễ này, lúc 5 giờ 15 phút, Tổng giám mục Năng và các linh mục tháp tùng rời Tòa giám mục Phát Diệm. Phái đoàn của Tân Tổng giám mục và phái đoàn gồm 10 linh mục đi từ Hà Nội đáp xuống sân bay Tân Sơn Nhất trưa cùng ngày. Đón tiếp phái đoàn có linh mục Inhaxiô Hồ Văn Xuân và 11 linh mục từ Tổng giáo phận Thành phố. Sau đó, xe đưa tân Tổng giám mục về Tòa Tổng giám mục Tổng giáo phận. Tại đây, Giám quản Tông Tòa Đỗ Mạnh Hùng, giám mục Luy Nguyễn Anh Tuấn, các linh mục và các nhân viên tại đây đã chào đón Tân Tổng giám mục. Sau đó, Tổng giám mục Nguyễn Năng cũng đến Nhà nguyện cổ Tổng giáo phận Sài Gòn. Kể từ ngày này, Tổng giám mục Nguyễn Năng chính thức chuyển đến sinh sống tại Tổng giáo phận Thành phố Hồ Chí Minh. Ông cũng đã có cuộc gặp ngắn với vị tiền nhiệm là Hồng y Gioan Baotixita Phạm Minh Mẫn tại phòng khách Tòa Tổng giám mục.

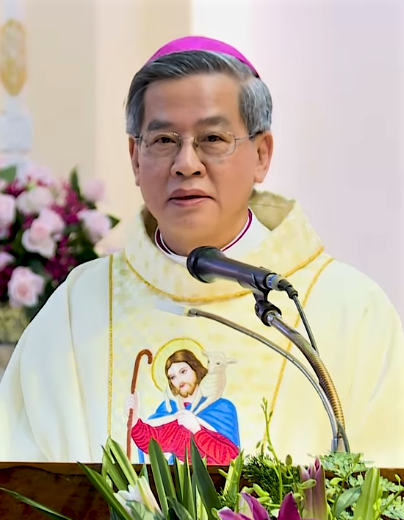
Tổng giám mục Nguyễn Năng, thánh lễ Giáng sinh 2019

Sáng ngày 2 tháng 12 năm 2019, Tân Tổng giám mục Giuse Nguyễn Năng đã đến thăm Tòa Tổng giám mục Tổng giáo phận Thành phố Hồ Chí Minh. Trong chuyến thăm, giám quản Tông Tòa Giuse Đỗ Mạnh Hùng giới thiệu các giáo điểm trong Tổng giáo phận và các phòng ban tại Tòa Tổng giám mục.
Vào lúc 18 giờ ngày 10 tháng 12 năm 2019, nghi thức tuyên xưng đức tin của Tân Tổng giám mục Giuse Nguyễn Năng được cử hành tại Nhà nguyện Đại chủng viện Thánh Giuse Sài Gòn. Nghi thức có sự hiện diện của Đức Tổng Giám mục Marek Zalewski, 16 giám mục, các linh mục, tu sĩ, các thân nhân và một số đại diện các đoàn thể trong Tổng giáo phận. Bên cạnh việc tuyên xưng đức tin, vị Tân Tổng giám mục cũng tuyên thệ sẽ thực thi mọi điều luật và chu toàn chức vụ mới cách tốt nhất. Nghi thức kết thúc vào lúc 18 giờ 45 phút.
Như dự kiến, thánh lễ nhậm chức của Tân Tổng giám mục Nguyễn Năng được diễn ra vào lúc 8 giờ 30 phút sáng ngày 11 tháng 12 năm 2019 tại Nhà thờ chính tòa Đức Bà Sài Gòn và được phát trực tuyến trên kênh YouTube của Tổng giáo phận Thành phố Hồ Chí Minh. Trong buổi nhậm chức, ông cảm ơn mọi người hiện diện trong thánh lễ và xin ơn ngoan ngoãn vâng theo Chúa Thánh Thần. Thánh lễ nhậm chức của Tân Tổng giám mục Nguyễn Năng kết thúc vào lúc 11 giờ sáng cùng ngày.

### Mục vụ năm 2020
Trước tình hình diễn biến phức tạp của dịch Covid-19, Tổng giám mục Nguyễn Năng đã ra nhiều thư mục vụ gửi đến giáo dân Tổng giáo phận. Ngày 5 tháng 2 năm 2020, Tổng giám mục Năng ấn ký thư mục vụ đầu tiên nói về bệnh dịch Covid-19, trong bối cảnh sau thư mục vụ của Hội đồng Giám mục Việt Nam. Trong thư, Tổng giám mục Năng kêu gọi giáo dân thực hiện tuần cửu nhật để cầu nguyện cho tình hình bệnh dịch có thuốc chữa và mọi người không bị nhiễm bệnh. Ngoài ra, ông còn kêu gọi giáo hữu sống công chính theo Phúc Âm Kitô giáo, dành ngày lễ kính Đức Mẹ Lộ Đức – ngày lễ cầu cho bệnh nhân để ăn chay, thực thi các việc từ thiện xã hội và cầu nguyện. Một tháng sau đó, ngày 6 tháng 3, Tổng giám mục Nguyễn Năng tiếp tục công bố thư mục vụ mới về chủ đề dịch bệnh Covid. Ngoài đề nghị giáo dân cầu nguyện, ông yêu cầu tín đồ Công giáo thuộc Tổng giáo phận thực hiện các khuyến cáo của chính quyền, các cơ quan chức năng. Ông loan tin nhiều giáo xứ đã thực hiện các biện pháp phòng dịch như phun thuốc sát trùng nhà thờ trước và sau lễ Chủ nhật. Ngoài nhắc nhở các biện pháp của Hội đồng Giám mục về các mục vụ thông thường, Tổng giám mục Nguyễn Năng công bố các biện pháp bổ sung khi cử hành Bí tích Hòa Giải, cử hành mục vụ Thứ Sáu Tuần Thánh, Chúa Nhật Lễ Lá và lễ Lòng Chúa Thương Xót. Tổng giám mục khuyến cáo giáo dân nên cần trọng và liên lạc các tổ chức Uỷ ban Mặt trận để được hỗ trợ. Tòa Tổng giám mục, qua thông cáo ngày 10 tháng 3 do linh mục Tổng Đại diện thay lời Tổng giám mục Nguyễn Năng công bố tạm hoãn các việc giảng dạy giáo lý Công giáo trong địa bàn Tổng giáo phận từ ngày 15 tháng 3 năm 2020 cho đến khi có thông báo mới. Thông cáo ngày 19 tháng 3, ngoài các biện pháp được nhắc đến trong các thư chung trước, Tổng giám mục Nguyễn Năng còn thông báo chi tiết hơn đến các sinh hoạt mục vụ, ví dụ như tĩnh tâm Mùa Chay, không cho phép giải tội tập thể, hạn chế số người tham gia nghi thức giải tội (Bí tích Hòa giải), một số miễn trừ về tham dự thánh lễ Công giáo, việc cử hành lễ của linh mục, Tuần Thánh,...
Ngày 25 tháng 3 năm 2020, Tổng Giám mục Nguyễn Năng ra thư chung gửi giáo dân, thông cáo tạm đình chỉ tất cả thánh lễ Công giáo với sự tham dự của giáo dân trong Tổng giáo phận kể từ 16 giờ chiều ngày hôm sau (tức 26 tháng 3 năm 2020) cho đến khi có thông cáo mới. Về chi tiết của thông cáo, Tổng giám mục Năng cho biết các thánh lễ chỉ cử hành riêng mà không có sự tham gia của giáo dân, vẫn cho phép mở cửa các nhà thờ để tín hữu đến cầu nguyện, kêu gọi ý thức thực hành các sinh hoạt tôn giáo trong gia đình, cử hành lễ an táng với số giáo dân là họ hàng gần, đề nghị tạm hoãn các lễ cưới. Tổng giám mục Nguyễn Năng nhận định đây là một quyết định khó khăn và chưa từng có tiền lệ. Ông đề nghị giáo dân cùng người dân cộng tác để tránh tình hình dịch bệnh tăng cao, thể hiện tinh thần trách nhiệm của mình. Với quyết định trên từ Tổng giám mục Năng, Tổng giáo phận Thành phố Hồ Chí Minh trở thành giáo phận đầu tiên ở Việt Nam tạm dừng sinh hoạt tôn giáo với sự tham dự của cộng đồng. Thừa lệnh Tổng giám mục Nguyễn Năng, linh mục Phêrô Kiều Công Tùng, Chưởng ấn Tòa Tổng giám mục đã ấn ký văn bản công bố các quyết định điều chỉnh sinh hoạt mục vụ Công giáo trên địa bàn Tổng giáo phận trong Tuần Thánh. Văn thư này được ký ngày 1 tháng 4 năm 2020.

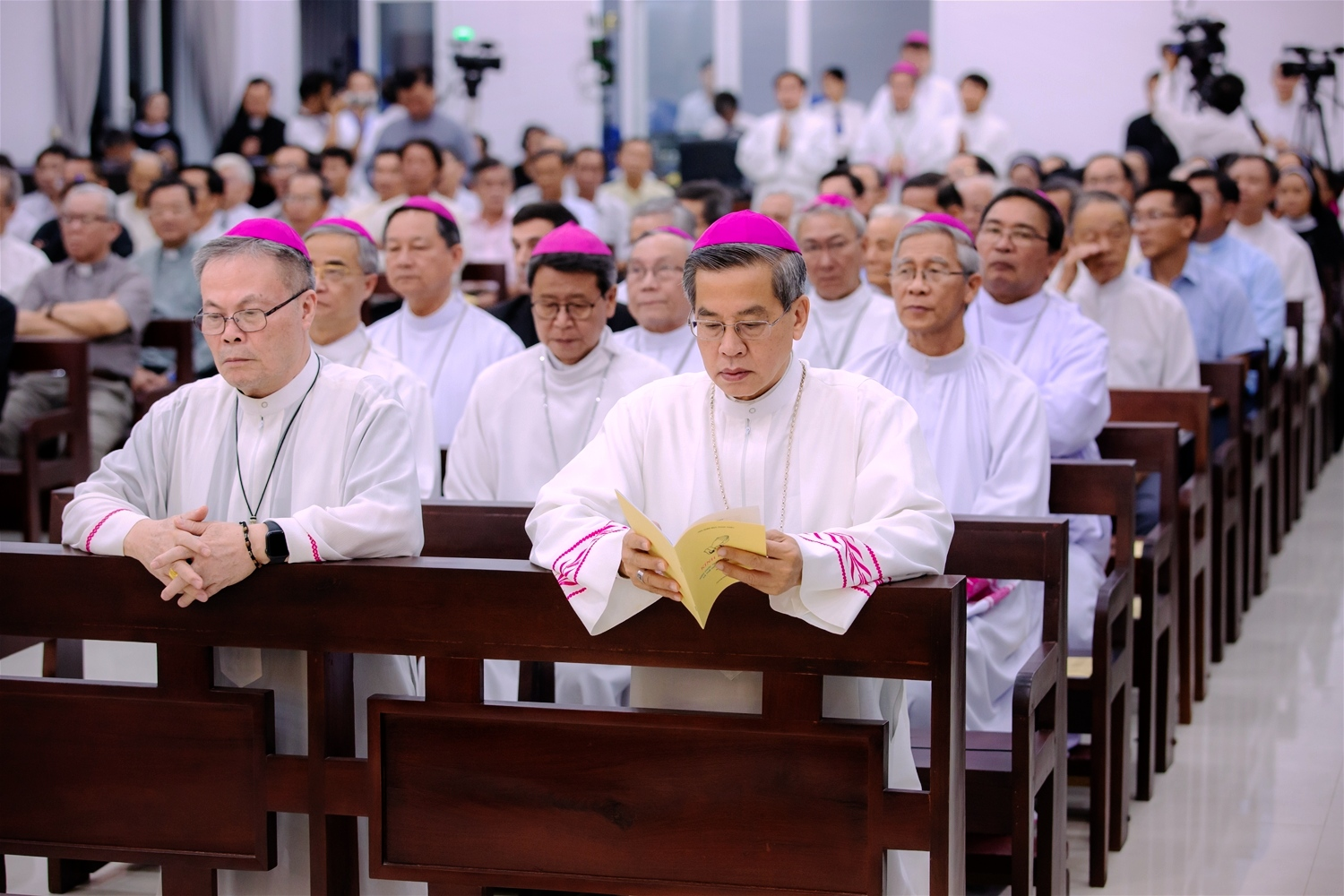
Tổng giám mục Giuse Nguyễn Chí Linh (trái) và Tổng Giám mục Giuse Nguyễn Năng (phải) trong nghi thức Tuyên xưng Đức Tin của Giám mục Giuse Đỗ Mạnh Hùng

Trả lời phỏng vấn của kênh truyền thông Tổng giáo phận Sài Gòn, Tổng giám mục Nguyễn Năng vào ngày 31 tháng 3. Tổng giám mục Năng cho biết vì ý thức được sự nguy hiểm của virus, ông đã khuyến khích giáo dân ý thức về trách nhiệm của một người công dân trong xã hội. Nói về những suy nghĩ cá nhân của mình, Tổng giám mục Năng cho rằng chính vì sự thiếu vắng của các thánh lễ trực tiếp sẽ khơi dậy sự khao khát tham dự thánh lễ trực tiếp với tinh thần đức tin tăng cao. Ông bày tỏ sự lo lắng về việc đóng của các dịch vụ xã hội không cần thiết vì những người khó khăn, kiếm sống qua ngày như những người bán rong, bán vé số,... Ông cho biết đã bàn thảo với các linh mục và ban Caritas Tổng giáo phận. Tổng giám mục Nguyễn Năng đánh giá đây là một vấn đề quá lớn và đề nghị mọi người chung tay hỗ trợ. Ông loan tin sẽ nhờ công ty chuyên sản xuất phần ăn công nghiệp và công ty này đã quyết định hỗ trợ một phần ăn 20.000 đồng, đã có những nhà tài trợ các bữa ăn, tổng công suất 5.000 suất ăn một ngày. Ông mong muốn sẽ nhận được sự hỗ trợ của nhiều nhà tài trợ khác. Tổng giám mục Năng kêu gọi giáo dân chia sẻ với những người khó khăn trong những việc cụ thể: hỗ trợ tiền thuê nhà, hỗ trợ bữa ăn, hỗ trợ tiền lương,...  Tổng giám mục Năng cho rằng với những khó khăn của dịch bệnh, cần làm lan tỏa tinh thần bác ái, lòng nhân ái của Kitô giáo.
Ngày 23 tháng 4 năm 2020, giãn cách xã hội được nới lỏng. Đại diện Tòa Tổng giám mục là linh mục Chưởng ấn Kiều Công Tùng công bố quyết định giữ nguyên thông cáo ngày 9 tháng 3 năm 2020 của Tổng giám mục Nguyễn Năng. Căn cứ vào thông báo của Văn phòng Chính phủ và Văn thư của Ủy ban Nhân dân Thành phố Hồ Chí Minh, ngày 8 tháng 5, thừa lệnh Tổng giám mục Năng, linh mục Tổng Đại diện Hồ Văn Xuân đã ký văn thư cho phép sinh hoạt mục vụ bình thường trở lại trên địa bàn Tổng giáo phận Sài Gòn và có hiệu lực từ ngày 9 tháng 5.

### Hoạt động năm 2021–nay

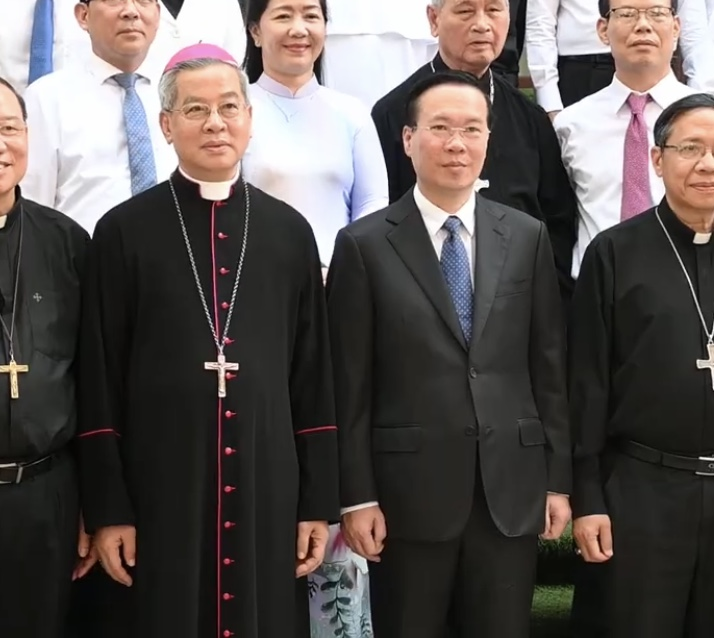
Giuse Nguyễn Năng và Chủ tịch nước Võ Văn Thưởng năm 2023

Nghi thức trao dây Pallium cho Tổng giám mục Nguyễn Năng được cử hành vào sáng ngày 19 tháng 2 năm 2022 tại Nhà thờ chính tòa Đức Bà Sài Gòn. Trong Đại hội Hội đồng Giám mục Việt Nam XV từ ngày 3 đến ngày 7 tháng 10 năm 2022 tại Hà Nội, các giám mục Việt Nam bầu chọn Tổng giám mục Nguyễn Năng làm Chủ tịch Hội đồng Giám mục Việt Nam nhiệm kỳ 2022–2025. Ngày 7 tháng 8 năm 2023, ông đã đón tiếp Chủ tịch nước Võ Văn Thưởng đến thăm Hội đồng Giám mục Việt Nam.

## Tông truyền
Tổng giám mục Giuse Nguyễn Năng được tấn phong giám mục năm 2009, thời Giáo hoàng Bênêđictô XVI, bởi:
- Giám mục chủ phong: Đa Minh Nguyễn Chu Trinh, giám mục chính tòa Giáo phận Xuân Lộc.
- Hai giám mục phụ phong: Giám mục Giuse Nguyễn Chí Linh, giám mục chính tòa Giáo phận Thanh Hóa và Giám mục Giuse Nguyễn Văn Yến, nguyên giám mục chính tòa Giáo phận Phát Diệm.

Tổng giám mục Giuse Nguyễn Năng là Giám mục chủ phong cho giám mục:
- Năm 2023, giám mục Giuse Bùi Công Trác, hiện đang là giám mục phụ tá Tổng giáo phận Thành phố Hồ Chí Minh.
- Năm 2023, giám mục Phêrô Kiều Công Tùng, hiện đang là giám mục Chính tòa Giáo phận Phát Diệm.

Tổng giám mục Giuse Nguyễn Năng là Giám mục phụ phong cho các giám mục:
- Năm 2010, giám mục Mátthêu Nguyễn Văn Khôi, hiện đang là giám mục Chính tòa Giáo phận Qui Nhơn.
- Năm 2013, giám mục Phêrô Nguyễn Văn Viên, hiện đang là giám mục Phụ tá Giáo phận Vinh.
- Năm 2017, giám mục Đa Minh Nguyễn Văn Mạnh, hiện đang là giám mục Chính tòa Giáo phận Đà Lạt.
- Năm 2017, giám mục Gioan Đỗ Văn Ngân, hiện đang là giám mục Chính tòa Giáo phận Xuân Lộc.
- Năm 2018, giám mục Giuse Nguyễn Đức Cường, hiện đang là giám mục Chính tòa Giáo phận Thanh Hóa.
- Năm 2021, giám mục Giuse Đỗ Quang Khang, hiện đang là giám mục Chính tòa Giáo phận Bắc Ninh.

Dưới đây là sơ đồ tính Tông truyền từ giám mục Việt Nam đầu tiên được giám mục ngoại quốc chủ phong cho đến đời Tổng giám mục Nguyễn Năng.